# VF-62
Il Fighter Squadron 62 o VF-62 fu un'unità dell'aviazione della Marina degli Stati Uniti, soprannominato Boomerangs. Istituito originariamente il 1º luglio 1955, è stato sciolto il 1º ottobre 1969.

## Storia
Il VF-62 si sarebbe schierato con l'Air Task Group 202 (ATG-202) a bordo della USS Bennington nel Mediterraneo dal 4 luglio 1956 al 19 febbraio 1957.

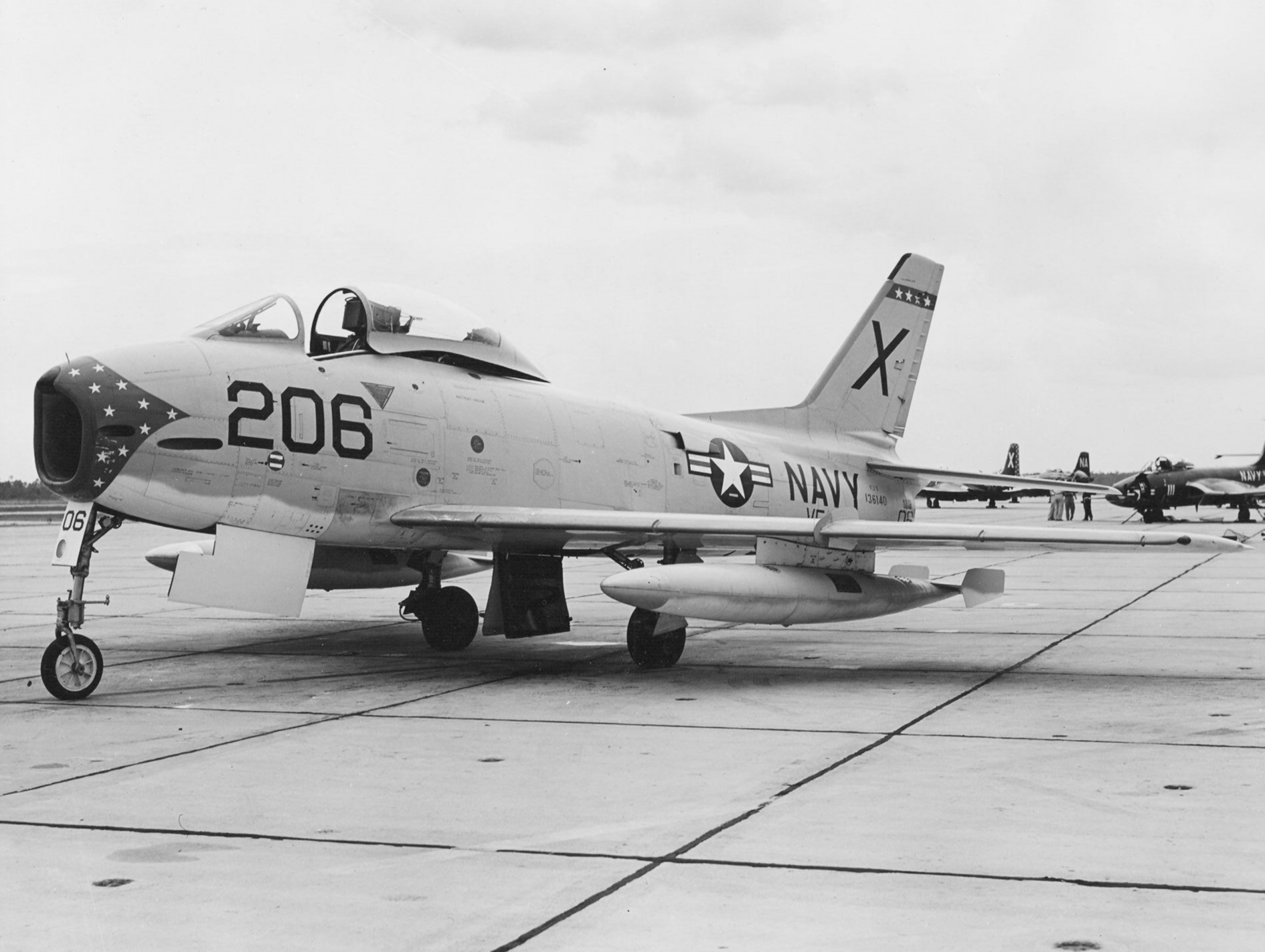
Un FJ-3 del VF-62 al NAS Cecil Field 1956

Il VF-62 venne assegnato alla Attack Carrier Air Wing 10 (CVW-10) a bordo della USS Shangri-La per uno schieramento nel Mediterraneo dal 15 febbraio al 20 settembre 1965.
Il VF-62 venne assegnato al Carrier Air Wing 8 (CVW-8) a bordo della USS Shangri-La per un dispiegamento nel Mediterraneo dal 15 novembre 1967 al 4 agosto 1968.
Il VF-62 e il CVW-8 furono imbarcati a bordo della USS Shangri-La per un dispiegamento nei Caraibi da ottobre a dicembre 1968.